# Last Kind Words Blues
A Last Kind Words Blues című dal egy 1930-ban született blues. Szerzői, előadói Geeshie Wiley és Elvie Thomas voltak.
A dalszöveg az énekes apjára utal, aki az I. világháborúban szolgált. Az apa hadbavonulása előtt előtt azt mondta neki: „Ha meghalok, azt szreretném, hogy elküldd a testemet az anyámnak.” Ugyanakkor azt is elmondta neki, hogy nem akar temetést, inkább hagyják kint, hogy „egyék meg az ölyvek”.
A dal kísérteties szövegét és hangulatát számos hallgató és zenekritikus dicsérte.
A Last Kind Word Blues szerepel Terry Zwigoff 1994-es Crumb című dokumentumfilmjében, amely Robert Crumb karikaturistaról szól. Az egyik jelenetben Crumb az 1920-as -30-as évek blues-, country- és dzsessz zenéi iránti szeretetéről szól, és a rendező egyik lemeze a Last Kind Words-t játssza le a filmben.

## Híres felvételek
- Geeshie Wiley
- Robert Plant & Alison Krauss
- David Johansen
- C. W. Stoneking
- Dex Romweber Duo
- Christine Pizzuti
- Ransom Riggs
- Rhiannon Giddens
- The Kronos Quartet
- Hogan & Moss
- David Johansen & Larry Saltzman
- Sarah Lenka

## Filmek
- 1994: Crumb; R.: Terry Zwigoff